# Guillermo Saleta
Guillermo Saleta (nacido como Guillermo José Saleta Pérez, un 29 de julio en Santiago de los Caballeros, República Dominicana) es un comunicador dominicano que desde el 1995 produce y conduce el programa televisivo Portafolio Extra, transmitido por Telecontacto Canal 57. Es conocido por ser también dirigente deportivo, relacionista público, y catedrático universitario.

## Vida personal

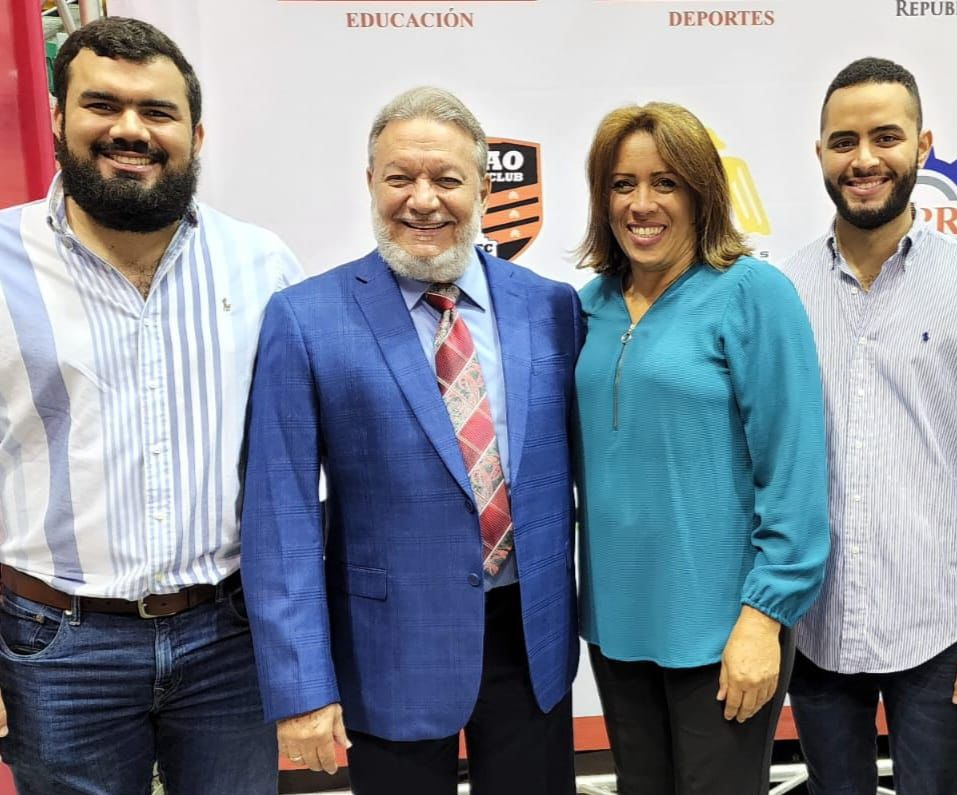
Guillermo Saleta junto a su esposa e hijos. Año 2022.

Es hijo de José Saleta Arias y Benita Pérez Machado. Está casado con Olga Rodríguez de Saleta desde 1990, con quien tiene dos hijos: Guillermo José Saleta Rodríguez y José Guillermo Saleta Rodríguez.

## Trayectoria profesional
Estudió Mercadeo y Publicidad en el Instituto Politécnico Nacional de México, y Comunicación Social en la República Dominicana. Realizó estudios de ingeniería civil y de economía, y es graduado en administración deportiva. 
Comenzó su carrera en los medios de comunicación escribiendo notas periodísticas. Luego pasó a la radio, donde condujo El Gran Espacio Matutino del Cibao, como también el programa Movimiento Deportivo en las décadas de los años 1980 y 1990, a través de Radio Ondas del Yaque. Fue jefe de redacción del periódico local La Información. Fue miembro del consejo editorial del periódico semanario El País en 1987 junto al fenecido periodista dominicano J. Armando Lora y José Cabral. 
Ejerció como docente desde principios de los años noventa en la Pontificia Universidad Católica Madre y Maestra (PUCMM) y en la Universidad Tecnológica de Santiago (UTESA), desde 1987 y 1997 fue director de la carrera de Comunicación Social; impartió materias en las áreas de mercadeo, relaciones públicas, publicidad y comunicación social, en ambas universidades.
El 3 de febrero del 1995 nace Portafolio Extra, programa de televisión de análisis social que conduce y produce en la televisión dominicana. Con el lema “La Fuerza de la Verdad”, el referido espacio televisivo se caracteriza por el análisis de temas relacionados con la política, la economía, las sociales, el deporte y las noticias nacionales e internacionales.
En el 2004 fue escogido por los partidos políticos dominicanos reunidos en el Diálogo Nacional que encabezaba Agripino Núñez Collado para conducir los debates de los candidatos presidenciales Leonel Fernández, Hipólito Mejía y Eduardo Estrella para las elecciones nacionales de mayo del 2004, junto a los periodistas Miguel Guerrero, Alicia Ortega y Fernando Pérez Memén.
Durante el 2007 fue seleccionado como dirigente de Participación Ciudadana.
En el 2009 condujo el programa televisivo Teleuniverso al Día durante 5 años.
Durante el periodo 2010-2016 ejerció como gerente de relaciones públicas de EDENORTE.
Fue conductor del programa radial Encuentro al atardecer en el 2016.
Director de Cultura y Turismo para la directiva de La Asociación Dominicana de Prensa y Turismo (ADOMPRETUR) filial Santiago para el 2017-2019.
En el 2019 realizó la charla: “La Importancia de los Medios de Comunicación en las Relaciones Públicas”, brindada a los estudiantes de la Universidad Nacional Evangélica (UNEV).
En septiembre del 2022 realiza conferencia durante el 45 aniversario de UDESA sobre la historia de la entidad desde su fundación.

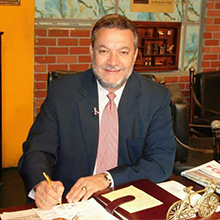
Foto durante el programa Portafolio Extra en el año 2014.

Saleta preside las empresas Centro Medios, S.A.; Grupo Suma, S.A.; Guillermo Saleta y Asociados, y es presidente de la Fundación Del Honor (FUNDAHONOR). Continúa conduciendo el programa Portafolio Extra. Es presidente ad vitam de La Unión Deportiva de Santiago (UDESA).

## Deporte
Guillermo Saleta fue atleta y es promotor del deporte desde el 1968. Fue fundador y presidente en cuatro ocasiones de la Unión Deportiva (UDESA), Coordinador en los XII Juegos Centroamericanos y del Caribe, Santo Domingo, 1974.

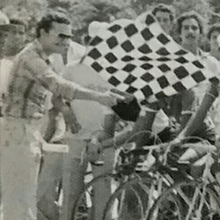
Guillermo Saleta dando el banderazo de salida de la Vuelta Independencia el 27 de febrero de 1973.

Subsecretario de Deportes para la Región Norte del país en 1983. 

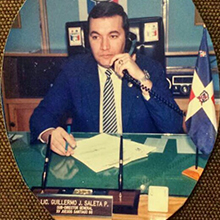
Guillermo Saleta en su oficina como Sub-Director General XV Juegos Centroamericanos y del Caribe 1986.

Sub-director general XV Juegos Centroamericanos y del Caribe 1986, Santiago 86, evento en el que también se desempeñó como miembro del comité ejecutivo y del comité organizador. 

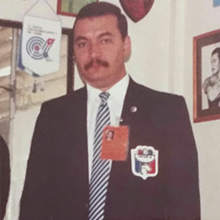
Guillermo Saleta el 24 de junio de 1986, día de la inauguración de los XV Juegos Centroamericanos y del Caribe, Santiago 86.

Presidió el Club de Caza y Pesca Atlético Cibao en los años 80s y los 90s. Fundador del Comité Dominicano Barón Pierre de Coubertín, Capítulo Santiago, también fue su presidente.
Fue presidente de la Asociación de Ciclismo de Santiago (ASOCISA) en 4 décadas diferentes (tres décadas del siglo pasado y una del presente siglo) (los 70, 80, 90 y los 2000).
Fundador en 1988 y primer presidente de la Federación Dominicana de Uniones Deportivas (FEDUDE). 
Fundador y presidente del Comité Permanente del Salón de la Fama del Deporte de Santiago (SAFADESA) el 5 de septiembre de 1993.
Fue presidente de la Federación Dominicana de Ciclismo (FEDOCI) 2007-2009.
Fue miembro del comité de apoyo a los Juegos Panamericanos de Santo Domingo 2003.
Participó en el Encendido de la antorcha de los XIII Juegos de Santiago en el 2013.
En el 2014 designado presidente del Comité Organizador de la versión número 35 de la Vuelta Ciclística Independencia.
Desde 2018 preside la Fundación Maratón Pro-Deportes (FUNDAMARATHÓN).

## Distinciones
- Colegio Dominicano de Periodistas (CDP) y La Gobernación de Santiago otorgan reconocimiento por sus aportes a la comunicación y por ser referente de dignidad y manejo correcto en los medios (2021).[21]
- La Asociación de Cronistas Deportivos de Santiago (ACDS) lo reconoció por sus grandes aportes al deporte dedicándole la gran Gala de premiación Atleta del Año (2019).[22]
- Sindicado de Trabajadores de la Prensa (SNTP) lo reconoció por sus aportes al periodismo dominicano (2019).[23]
- Declarado hijo distinguido de la ciudad de Santiago por el Ayuntamiento de la ciudad de Santiago (2013).[24]
- Realiza saque de honor en el baloncesto de Santiago (2015).[25]
- Gran Premio Anual Manuel De Jesús De Peña y Reynoso del Ateneo Amantes de la Luz de Santiago al Mérito Periodístico Don Darío Flores (2009).[26]
- Dedicatoria vuelta ciclística Independencia Nacional (2007).[27]